# (33389) Isairisgreco
(33389) Isairisgreco est un astéroïde de la ceinture principale.

## Description
(33389) Isairisgreco est un astéroïde de la ceinture principale. Il fut découvert le 10 février 1999 à Socorro (Nouveau-Mexique) par le projet LINEAR. Il présente une orbite caractérisée par un demi-grand axe de 2,25 ua, une excentricité de 0,18 et une inclinaison de 5,3° par rapport à l'écliptique.